# Kryterium Asów Polskich Lig Żużlowych im. Mieczysława Połukarda 2021
Kryterium Asów Polskich Lig Żużlowych im. Mieczysława Połukarda 2021 – 32. edycja turnieju żużlowego, który miał na celu uczczenie pamięci Mieczysława Połukarda, który zginął tragicznie w 1985 roku, odbyła się 30 marca 2021 roku w Bydgoszczy. Turniej wygrał Bartosz Zmarzlik. Honorowym patronem turnieju był Ryszard Czarnecki.

## Wyniki
- Bydgoszcz, 30 marca 2021
- Frekwencja: bez publiczności[1]
- NCD: Bartosz Zmarzlik – 61,53 w wyścigu 10
- Sędzia: Krzysztof Meyze

| Msc. | Zawodnik                 | Klub         | Pkt  |             |  |
| ---- | ------------------------ | ------------ | ---- | ----------- |  |
| 1    | Bartosz Zmarzlik         | Gorzów Wlkp. | 14+3 | (3,3,3,2,3) |  |
| 2    | Wadim Tarasienko         | Bydgoszcz    | 14+2 | (3,3,3,3,2) |  |
| 3    | Artiom Łaguta            | Wrocław      | 13   | (3,2,2,3,3) |  |
| 4    | Szymon Woźniak           | Gorzów Wlkp. | 10   | (2,3,2,0,3) |  |
| 5    | Tobiasz Musielak         | Toruń        | 10   | (2,0,3,3,2) |  |
| 6    | Emil Sajfutdinow         | Leszno       | 10   | (2,2,2,3,1) |  |
| 7    | Kai Huckenbeck           | Landshut     | 10   | (2,2,1,2,3) |  |
| 8    | Andreas Lyager           | Bydgoszcz    | 7    | (0,3,0,2,2) |  |
| 9    | Mikkel Michelsen         | Lublin       | 7    | (1,1,3,1,1) |  |
| 10   | David Bellego            | Bydgoszcz    | 6    | (1,1,2,2,0) |  |
| 11   | Adrian Gała              | Bydgoszcz    | 5    | (1,2,1,1,0) |  |
| 12   | Fredrik Lindgren         | Częstochowa  | 4    | (3,0,0,0,1) |  |
| 13   | Krzysztof Buczkowski     | Lublin       | 4    | (0,1,1,1,1) |  |
| 14   | Dominik Kubera           | bez klubu    | 3    | (0,1,0,0,2) |  |
| 15   | Dimitri Bergé            | Bydgoszcz    | 3    | (1,0,1,1,0) |  |
| 16   | Grzegorz Zengota         | Bydgoszcz    | 0    | (0,0,0,0,0) |  |
|      | rez. Nikodem Bartoch     | Bydgoszcz    |      | (ns)        |  |
|      | rez. Mateusz Błażykowski | Bydgoszcz    |      | (ns)        |  |

Bieg po biegu
1. [63,00] Łaguta, Sajfutdinow, Michelsen, Buczkowski
2. [62,25] Zmarzlik, Woźniak, Bellego, Lyager
3. [62,23] Lindgren, Musielak, Gała, Kubera
4. [61,63] Tarasienko, Huckenbeck, Bergé, Zengota
5. [62,95] Zmarzlik, Huckenbeck, Michelsen, Lindgren
6. [61,97] Tarasienko, Łaguta, Bellego, Musielak
7. [62,93] Lyager, Gała, Buczkowski, Bergé
8. [62,69] Woźniak, Sajfutdinow, Kubera, Zengota
9. [63,65] Michelsen, Bellego, Gała, Zengota
10. [61,53] Zmarzlik, Łaguta, Bergé, Kubera
11. [62,41] Tarasienko, Woźniak, Buczkowski, Lindgren
12. [63,54] Musielak, Sajfutdinow, Huckenbeck, Lyager
13. [63,37] Tarasienko, Lyager, Michelsen, Kubera
14. [63,16] Łaguta, Huckenbeck, Gała, Woźniak
15. [64,03] Musielak, Zmarzlik, Buczkowski, Zengota
16. [63,41] Sajfutdinow, Bellego, Bergé, Lindgren
17. [64,54] Woźniak, Musielak, Michelsen, Bergé
18. [64,03] Łaguta, Lyager, Lindgren, Zengota
19. [64,66] Huckenbeck, Kubera, Buczkowski, Bellego
20. [63,97] Zmarzlik, Tarasienko, Sajfutdinow, Gała

### Bieg dodatkowy o zwycięstwo
1. Zmarzlik, Tarasienko